# Europejskie kwalifikacje w piłce siatkowej mężczyzn do Letnich Igrzysk Olimpijskich 2016
Europejskie kwalifikacje były drugimi zawodami sportowymi (po Pucharze Świata) dla drużyn zrzeszonych w Europejskiej Konfederacji Piłki Siatkowej (CEV), które decydowały o awansie do turnieju olimpijskiego w piłce siatkowej mężczyzn na Letnich Igrzyskach Olimpijskich 2016.
Rozgrywki w odróżnieniu od poprzedniej edycji składały się tylko z jednej rundy. Udział w niej miały zapewnione osiem najlepszych zespołów rankingu europejskiego, które nie zdołały zakwalifikować się na igrzyska olimpijskie poprzez Puchar Świata. Europejski Turniej Kwalifikacyjny rozegrano w dniach 5-10 stycznia 2016 roku w niemieckiej hali Max-Schmeling-Halle w Berlinie.
Awans na igrzyska olimpijskie uzyskał tylko zwycięzca turnieju. Zespoły z miejsc 2-3 mogły uczestniczyć w światowym turnieju eliminacyjnym, będącym ostatnimi takimi zawodami, które decydowały o awansie na igrzyska olimpijskie.

## System rozgrywek
Zespoły podzielone zostały na dwie grupy (A i B). Z każdej grupy dwie najlepsze drużyny awansowały do półfinałów, po których rozegrany został finał. Do turnieju olimpijskiego awans uzyskał zwycięzca turnieju.

## Uczestnicy
8 drużyn, najwyżej sklasyfikowanych w rankingu CEV na 19 października 2015 roku, które nie zdobyły kwalifikacji do turnieju olimpijskiego.
- Rosja (1)
- Bułgaria (2)
- Polska (3)
- Niemcy (4, gospodarz)
- Serbia (5)
- Francja (6)
- Finlandia (7)
- Belgia (8)

## Faza grupowa

### Grupa A
Tabela
| Lp. | Drużyna | Mecze | Mecze   | Mecze   | Pkt | Sety | Sety | Sety  | Małe punkty | Małe punkty | Małe punkty |
| Lp. | Drużyna | M     | W (3:2) | P (2:3) | Pkt | wyg. | prz. | ratio | zdob.       | str.        | ratio       |
| --- | ------- | ----- | ------- | ------- | --- | ---- | ---- | ----- | ----------- | ----------- | ----------- |
| 1   | Niemcy  | 3     | 3 (1)   | 0 (0)   | 8   | 9    | 2    | 4.500 | 261         | 232         | 1.125       |
| 2   | Polska  | 3     | 2 (0)   | 1 (1)   | 7   | 8    | 4    | 2.000 | 276         | 260         | 1.062       |
| 3   | Serbia  | 3     | 1 (0)   | 2 (0)   | 3   | 4    | 7    | 0.571 | 247         | 258         | 0.957       |
| 4   | Belgia  | 3     | 0 (0)   | 3 (0)   | 0   | 1    | 9    | 0.111 | 221         | 255         | 0.867       |

Źródło: http://www.cev.lu/Competition-Area/CompetitionStandings.aspx?ID=836
Punktacja: 3:0 i 3:1 – 3 pkt; 3:2 – 2 pkt; 2:3 – 1 pkt; 1:3 i 0:3 – 0 pkt
Zasady ustalania kolejności: 1. liczba zwycięstw; 2. liczba punktów; 3. stosunek setów; 4. stosunek małych punktów; 5. bilans w bezpośrednich meczach
Wyniki spotkań
| Data | Godzina | Drużyna 1 | Wynik | Drużyna 2 | Set 1 | Set 2 | Set 3 | Set 4 | Set 5 | Widzów | Raport |
| ---- | ------- | --------- | ----- | --------- | ----- | ----- | ----- | ----- | ----- | ------ | ------ |
| 5.01 | 18:00   | Belgia    | 0:3   | Niemcy    | 26:28 | 19:25 | 24:26 |       |       | 2500   | 1      |
| 5.01 | 20:30   | Serbia    | 1:3   | Polska    | 25:22 | 18:25 | 23:25 | 21:25 |       | 3300   | 2      |
| 6.01 | 18:00   | Niemcy    | 3:0   | Serbia    | 25:20 | 26:24 | 25:20 |       |       | 3500   | 3      |
| 7.01 | 15:00   | Polska    | 3:0   | Belgia    | 25:20 | 30:28 | 25:19 |       |       | 2300   | 4      |
| 8.01 | 14:00   | Serbia    | 3:1   | Belgia    | 25:18 | 21:25 | 25:21 | 25:21 |       | 1300   | 5      |
| 8.01 | 20:00   | Polska    | 2:3   | Niemcy    | 25:21 | 17:25 | 22:25 | 25:20 | 10:15 | 7500   | 6      |

### Grupa B
Tabela
| Lp. | Drużyna   | Mecze | Mecze   | Mecze   | Pkt | Sety | Sety | Sety  | Małe punkty | Małe punkty | Małe punkty |
| Lp. | Drużyna   | M     | W (3:2) | P (2:3) | Pkt | wyg. | prz. | ratio | zdob.       | str.        | ratio       |
| --- | --------- | ----- | ------- | ------- | --- | ---- | ---- | ----- | ----------- | ----------- | ----------- |
| 1   | Francja   | 3     | 3 (0)   | 0 (0)   | 9   | 9    | 1    | 9.000 | 245         | 187         | 1.310       |
| 2   | Rosja     | 3     | 2 (0)   | 1 (0)   | 6   | 7    | 3    | 2.333 | 226         | 206         | 1.097       |
| 3   | Bułgaria  | 3     | 1 (0)   | 2 (0)   | 3   | 3    | 7    | 0.429 | 215         | 239         | 0.900       |
| 4   | Finlandia | 3     | 0 (0)   | 3 (0)   | 0   | 1    | 9    | 0.111 | 198         | 252         | 0.786       |

Źródło: http://www.cev.lu/Competition-Area/CompetitionStandings.aspx?ID=836
Punktacja: 3:0 i 3:1 – 3 pkt; 3:2 – 2 pkt; 2:3 – 1 pkt; 1:3 i 0:3 – 0 pkt
Zasady ustalania kolejności: 1. liczba zwycięstw; 2. liczba punktów; 3. stosunek setów; 4. stosunek małych punktów; 5. bilans w bezpośrednich meczach
Wyniki spotkań
| Data | Godzina | Drużyna 1 | Wynik | Drużyna 2 | Set 1 | Set 2 | Set 3 | Set 4 | Set 5 | Widzów | Raport |
| ---- | ------- | --------- | ----- | --------- | ----- | ----- | ----- | ----- | ----- | ------ | ------ |
| 5.01 | 15:00   | Finlandia | 0:3   | Rosja     | 17:25 | 16:25 | 19:25 |       |       | 1900   | 7      |
| 6.01 | 15:00   | Bułgaria  | 3:1   | Finlandia | 29:27 | 25:15 | 23:25 | 25:22 |       | 1400   | 8      |
| 6.01 | 20:30   | Rosja     | 1:3   | Francja   | 15:25 | 25:20 | 17:25 | 19:25 |       | 2900   | 9      |
| 7.01 | 18:00   | Bułgaria  | 0:3   | Rosja     | 20:25 | 22:25 | 17:25 |       |       | 1900   | 10     |
| 7.01 | 20:30   | Francja   | 3:0   | Finlandia | 25:21 | 25:20 | 25:16 |       |       | 2500   | 11     |
| 8.01 | 17:00   | Francja   | 3:0   | Bułgaria  | 25:19 | 25:20 | 25:15 |       |       | 4500   | 12     |

## Faza pucharowa

### Półfinały
| Data | Godzina | Drużyna 1 | Wynik | Drużyna 2 | Set 1 | Set 2 | Set 3 | Set 4 | Set 5 | Widzów | Raport |
| ---- | ------- | --------- | ----- | --------- | ----- | ----- | ----- | ----- | ----- | ------ | ------ |
| 9.01 | 16:35   | Niemcy    | 1:3   | Rosja     | 33:31 | 22:25 | 19:25 | 24:26 |       | 6900   | 13     |
| 9.01 | 19:35   | Francja   | 3:0   | Polska    | 29:27 | 32:30 | 25:20 |       |       | 7200   | 14     |

### Mecz o 3. miejsce
| Data  | Godzina | Drużyna 1 | Wynik | Drużyna 2 | Set 1 | Set 2 | Set 3 | Set 4 | Set 5 | Widzów | Raport |
| ----- | ------- | --------- | ----- | --------- | ----- | ----- | ----- | ----- | ----- | ------ | ------ |
| 10.01 | 13:35   | Polska    | 3:2   | Niemcy    | 20:25 | 25:22 | 16:25 | 28:26 | 16:14 | 7200   | 15     |

### Finał
| Data  | Godzina | Drużyna 1 | Wynik | Drużyna 2 | Set 1 | Set 2 | Set 3 | Set 4 | Set 5 | Widzów | Raport |
| ----- | ------- | --------- | ----- | --------- | ----- | ----- | ----- | ----- | ----- | ------ | ------ |
| 10.01 | 16:35   | Francja   | 1:3   | Rosja     | 25:14 | 16:25 | 23:25 | 21:25 |       | 7000   | 16     |

## Nagrody indywidualne
| MVP                 | Najlepszy rozgrywający | Najlepszy atakujący | Najlepsi przyjmujący            | Najlepsi środkowi            | Najlepszy libero  |
| ------------------- | ---------------------- | ------------------- | ------------------------------- | ---------------------------- | ----------------- |
| Siergiej Tietiuchin | Benjamin Toniutti      | Maksim Michajłow    | Earvin N’Gapeth Denis Kaliberda | Marcus Böhme Mateusz Bieniek | Jenia Grebennikov |

## Klasyfikacja końcowa
| Miejsce | Zespół    |
| ------- | --------- |
| 1.      | Rosja     |
| 2.      | Francja   |
| 3.      | Polska    |
| 4.      | Niemcy    |
| 5.      | Serbia    |
| 5.      | Bułgaria  |
| 7.      | Belgia    |
| 7.      | Finlandia |

|  | Kwalifikacja na igrzyska olimpijskie                 |
|  | Kwalifikacja do światowego turnieju kwalifikacyjnego |